# Lepthyphantes messapicus
Lepthyphantes messapicus este o specie de păianjeni din genul Lepthyphantes, familia Linyphiidae, descrisă de Caporiacco, 1939.
Este endemică în Italia. Conform Catalogue of Life specia Lepthyphantes messapicus nu are subspecii cunoscute.